# Abd el-Káder Gezál
Abd el-Káder Gezál (arabul: عبد القادر غزال, franciául: Albdelkader Ghezzal; Décines-Charpieu, 1984. december 5. –) Franciaországban született algériai labdarúgó, aki jelenleg az olasz AC Sienában játszik.

## Pályafutása
Felnőtt karrierjét egy francia kis csapatnál, az AS Saint-Priest-nél kezdte 2004-ben. A következő szezonban az olasz C osztályos, FC Crotone együttesében folytatta pályafutását. A 2007-2008-as szezonban 20 gólt lőtt az olasz csapat színeiben, ezzel nagymértékben hozzájárult ahhoz, hogy a klub feljutott a B osztályba. Kiemelkedő teljesítményére az AC Siena vezetői is felfigyeltek, és 2008-ban leigazolták. A Serie A-ban 2008. július 2-án mutatkozott be, a Genoa CFC elleni mérkőzésen.

## Válogatott
Az algériai felnőtt válogatottban 2008. augusztus 22-én mutatkozott be a mali válogatott elleni mérkőzésen. Nemzeti színekben első találatát 2009. február 11-én szerezte a benini válogatott ellen.
Tagja volt a 2010-es afrikai nemzetek kupáján a negyedik helyen végzett csapatnak, valamint a 2010-es labdarúgó-világbajnokságra kijutó algériai válogatottnak.
A 2010-es világbajnokságon az algériaiak első ellenfele Szlovénia volt, június 13-án. Gezált a mérkőzés folyamán kiállították, miután a második sárga lapját is megkapta. ezzel kénytelen volt kihagyni, a következő, angolok elleni összecsapást.
| #  | Dátum             | Helyszín | Ellenfél | Gólarány | Eredmény | Rendezvény   |
| -- | ----------------- | -------- | -------- | -------- | -------- | ------------ |
| 1. | 2009. február 11. | Blida    | Benin    | 2–1      | Győzelem | Barátságos   |
| 2. | 2009. június 7.   | Blida    | Egyiptom | 3–1      | Győzelem | vb-selejtező |
| 3. | 2009. október 11. | Blida    | Ruanda   | 3–1      | Győzelem | vb-selejtező |

## Külső hivatkozások
- Adatlapja a weltfussball.de honlapján